# جان کورتیس (بازیکن فوتبال، زاده ۱۹۷۸)
جان کورتیس (انگلیسی: John Curtis؛ زادهٔ ۳ سپتامبر ۱۹۷۸) بازیکن فوتبال اهل بریتانیا است.
از باشگاه‌هایی که در آن بازی کرده‌است می‌توان به باشگاه فوتبال ناتینگهام فارست، باشگاه فوتبال پورتسموث، باشگاه فوتبال پرستون نورث اند، باشگاه فوتبال بلکبرن روورز، باشگاه فوتبال کویینز پارک رنجرز، باشگاه فوتبال بارنزلی، باشگاه فوتبال گولدکوست یونایتد، باشگاه فوتبال شفیلد یونایتد، باشگاه فوتبال ووستر سیتی، باشگاه فوتبال منچستر یونایتد، باشگاه فوتبال نورث‌همپتون تاون، باشگاه فوتبال ورکسام، و باشگاه فوتبال لستر سیتی اشاره کرد.
وی همچنین در تیم‌های ملی فوتبال زیر ۲۰ سال انگلستان و England B national football team بازی کرده‌است.